# Дисплей реклама
Дисплей рекламата (на английски: Display advertising) е вид реклама, която обикновено съдържа текстове, лога, снимки, отрязъци от географски карти и други. В периодичния печат дисплей рекламата може да се постави на същата страница, където е основното съдържание на изданието, или на съседна страница. За сравнение, малките обяви по правило се оформят като самостоятелен раздел от изданието, традиционно съдържат само текст и за този текст се използва ограничен набор от стандартни шрифтове.
Не е задължително дисплей рекламите да съдържат изображения, аудио или видео. Текстовите реклами също се използват, където текстът е по-подходящ или по-ефективен. Пример за такава текстова реклама са рекламните съобщения, които се изпращат на мобилните телефони, по електронна поща и т.н.
Един разпространен формат за дисплей реклама са билбордовете.

## В интернет
Дисплей рекламата също се използва и в интернет-среда като вариант на интернет маркетинга. Дисплей рекламата се появява на уебстраниците под много форми, в това число банери. Такива банери могат да съдържат както статични, така и анимирани изображения, също и аудио и видео елементи. Някои стандарти за формите и размерите на онлайн дисплей рекламата са зададени от Interactive Advertising Bureau.
Банерите и стандартите за дисплей реклама в интернет са се променяли през годините с тенденция за увеличаване на размерите, което частично се дължи на растящата резолюция на стандартните монитори и браузъри, и частично е обусловено от желанието на рекламодателите за по-голямо въздействие на рекламата им върху аудиторията.
Уеб банерите могат да бъдат таргетирани по много различни начини, за да достигне рекламата до своята целева аудитория. Обичайни начини са таргетирането на база демографски, географски, поведенчески характеристики, както и според характеристиките на системата на потребителя (операционна система, браузър и др.).
|  | Тази страница частично или изцяло представлява превод на страницата Display advertising в Уикипедия на английски. Оригиналният текст, както и този превод, са защитени от Лиценза „Криейтив Комънс – Признание – Споделяне на споделеното“, а за съдържание, създадено преди юни 2009 година – от Лиценза за свободна документация на ГНУ. Прегледайте историята на редакциите на оригиналната страница, както и на преводната страница, за да видите списъка на съавторите. ВАЖНО: Този шаблон се отнася единствено до авторските права върху съдържанието на статията. Добавянето му не отменя изискването да се посочват конкретни източници на твърденията, които да бъдат благонадеждни. |